# Chiesa di San Giacomo Maggiore (Mele)
La chiesa di San Giacomo Maggiore è un luogo di culto cattolico situato nella frazione del Fado, in via Fado, nel comune di Mele nella città metropolitana di Genova. La chiesa è sede della parrocchia omonima del vicariato di Pra'-Voltri-Arenzano dell'arcidiocesi di Genova.

## Storia
Sorta in località Magenta, fu eretta a partire dal 1876 su terreno dell'avvocato Viacava di Voltri. Questo ed altri terreni di proprietà della famiglia Viacava furono in seguito acquistati dal cavalier Emilio Bruzzone, industriale degli zuccheri, il quale molto fece a favore del Fado e della sua chiesetta.
L'architetto Riccardo Haupt, nel 1921, fu incaricato di ristrutturare la chiesetta, e lo fece in stile alpino, lo stesso che si riscontra nelle belle ville da lui costruite nei dintorni per la villeggiatura della famiglia del cavalier Bruzzone.
La prima cappella, eretta in località Gambadino, risale al 1743 e venne costruita con il contributo, tra gli altri, degli abitanti del luogo. Questo fa supporre che all'epoca la zona fosse sufficientemente popolata da richiedere la costruzione di una cappella per il culto, dipendente dalla parrocchia di Sant'Antonio Abate di Mele.
La chiesa attuale risale agli anni tra il 1876 e il 1882, mentre bisognerà attendere il 1947 per avere notizie del Cristo ligneo e della futura confraternita. Fu l'arcivescovo di Genova monsignor Ludovico Gavotti ad istituire la parrocchia il 30 novembre del 1915.

## La confraternita
Il salone della chiesa è stato realizzato grazie al ricavato di un gruppo di ragazzi e ragazze che avevano aderito all'azione cattolica e che avevano formato una compagnia teatrale che spesso si esibiva sia a Mele, che al Fado, che a Masone. Il Cristo ligneo invece è stato costruito con la donazione degli abitanti del Fado, soprattutto con la donazione di Giacomo Dagnino, bisnonno della Serena, il quale ha donato un sacchetto di monete d'argento dopo la fine della guerra. Il Cristo è stato ristrutturato nel 1977 proprio dalla Confraternita che il 25 luglio 1977 viene ufficialmente fondata.
Negli anni seguenti la Confraternita svolgerà la sua attività che non si limiterà alle processioni e alle feste ma comprenderà anche atti di solidarietà verso i confratelli più bisognosi. Nel 1997, dopo alterne vicende, si decide di dare nuovo incremento alla Confraternita e alla festa di San Giacomo: si stabiliscono lavori e rifacimenti vari e con il contributo del parroco e le offerte dei fedeli viene acquistata una nuova statua lignea di San Giacomo Maggiore. Così si festeggia degnamente il cinquantesimo di sacerdozio di don Casarsa nel 1998.